# Liste der Nummer-eins-R&B-Alben in den USA (1989)
Dies ist eine Liste der Nummer-eins-Alben in den von Billboard ermittelten Verkaufscharts für R&B-Alben in den USA im Jahr 1989. In diesem Jahr gab es sechzehn Nummer-eins-Alben.
| ← 1988 ← | Liste der Nummer-eins-R&B-Alben in den USA | Liste der Nummer-eins-R&B-Alben in den USA | Liste der Nummer-eins-R&B-Alben in den USA | 1990 →                    |
| \| Zeitraum \| Wo. ges. \| Interpret \| Titel \| Zusätzliche Informationen \| \| (Zeitraum, Wochen auf Platz eins, Interpret, Titel, zusätzliche Informationen) \| \| \| \| \| \| ------------------------------------------------------------------------------ \| -------- \| -------------------------- \| ------------------------------------- \| ------------------------- \| \| 31. Dezember 1988 – 27. Januar 1989 4 Wochen (insgesamt 1) \| 1 \| Anita Baker \| Giving You the Best That I Got[1] \| – \| \| 28. Januar 1989 – 17. März 1989 7 Wochen (insgesamt 7) \| 7 \| Karyn White \| Karyn White[2] \| – \| \| 18. März 1989 – 7. April 1989 3 Wochen (insgesamt 11) \| 11 \| Bobby Brown \| Don’t Be Cruel[3] \| – \| \| 8. April 1989 – 14. April 1989 1 Woche (insgesamt 1) \| 1 \| MC Hammer \| Let’s Get It Started[4] \| – \| \| 15. April 1989 – 12. Mai 1989 4 Wochen (insgesamt 4) \| 4 \| Guy \| Guy[5] \| – \| \| 13. Mai 1989 – 19. Mai 1989 1 Woche (insgesamt 1) \| 1 \| Slick Rick \| The Great Adventures of Slick Rick[6] \| – \| \| 20. Mai 1989 – 26. Mai 1989 1 Woche (insgesamt 5) \| 5 \| Guy \| Guy \| – \| \| 27. Mai 1989 – 30. Juni 1989 5 Wochen (insgesamt 5) \| 5 \| De La Soul \| 3 Feet High and Rising[7] \| – \| \| 1. Juli 1989 – 28. Juli 1989 4 Wochen (insgesamt 5) \| 5 \| Slick Rick \| The Great Adventures of Slick Rick \| – \| \| 29. Juli 1989 – 25. August 1989 4 Wochen (insgesamt 4) \| 4 \| LL Cool J \| Walking with a Panther[8] \| – \| \| 26. August 1989 – 1. September 1989 1 Woche (insgesamt 1) \| 1 \| Heavy D & the Boyz \| Big Tyme[9] \| – \| \| 2. September 1989 – 8. September 1989 1 Woche (insgesamt 1) \| 1 \| Soul II Soul \| Keep On Movin'[10] \| – \| \| 29. September 1989 – 15. September 1989 50 Wochen (insgesamt 2) \| 2 \| Heavy D & the Boyz \| Big Tyme \| – \| \| 16. September 1989 – 29. September 1989 2 Wochen (insgesamt 2) \| 2 \| EPMD \| Unfinished Business[11] \| – \| \| 30. September 1989 – 13. Oktober 1989 2 Wochen (insgesamt 2) \| 2 \| The D.O.C. \| No One Can Do It Better[12] \| – \| \| 14. Oktober 1989 – 10. November 1989 4 Wochen (insgesamt 4) \| 4 \| Babyface \| Tender Lover[13] \| – \| \| 11. November 1989 – 17. November 1989 1 Woche (insgesamt 1) \| 1 \| Maze feat. Frankie Beverly \| Silky Soul[14] \| – \| \| 18. November 1989 – 1. Dezember 1989 2 Wochen (insgesamt 1) \| 1 \| Janet Jackson \| Rhythm Nation 1814[15] \| – \| \| 2. Dezember 1989 – 8. Dezember 1989 1 Woche (insgesamt 1) \| 1 \| Regina Belle \| Stay with Me[16] \| – \| \| 9. Dezember 1989 – 15. Dezember 1989 1 Woche (insgesamt 1) \| 1 \| Janet Jackson \| Rhythm Nation 1814 \| – \| \| 16. Dezember 1989 – 29. Dezember 1989 2 Wochen (insgesamt 6) \| 6 \| Babyface \| Tender Lover \| – \| |                                            |                                            |                                            |                           |
| ← 1988 |                                            |                                            |                                            | → 1990 →                  |
| Zeitraum | Wo. ges.                                   | Interpret                                  | Titel                                      | Zusätzliche Informationen |
| (Zeitraum, Wochen auf Platz eins, Interpret, Titel, zusätzliche Informationen) |                                            |                                            |                                            |                           |
| 31. Dezember 1988 – 27. Januar 1989 4 Wochen (insgesamt 1) | 1                                          | Anita Baker                                | Giving You the Best That I Got             | –                         |
| 28. Januar 1989 – 17. März 1989 7 Wochen (insgesamt 7) | 7                                          | Karyn White                                | Karyn White                                | –                         |
| 18. März 1989 – 7. April 1989 3 Wochen (insgesamt 11) | 11                                         | Bobby Brown                                | Don’t Be Cruel                             | –                         |
| 8. April 1989 – 14. April 1989 1 Woche (insgesamt 1) | 1                                          | MC Hammer                                  | Let’s Get It Started                       | –                         |
| 15. April 1989 – 12. Mai 1989 4 Wochen (insgesamt 4) | 4                                          | Guy                                        | Guy                                        | –                         |
| 13. Mai 1989 – 19. Mai 1989 1 Woche (insgesamt 1) | 1                                          | Slick Rick                                 | The Great Adventures of Slick Rick         | –                         |
| 20. Mai 1989 – 26. Mai 1989 1 Woche (insgesamt 5) | 5                                          | Guy                                        | Guy                                        | –                         |
| 27. Mai 1989 – 30. Juni 1989 5 Wochen (insgesamt 5) | 5                                          | De La Soul                                 | 3 Feet High and Rising                     | –                         |
| 1. Juli 1989 – 28. Juli 1989 4 Wochen (insgesamt 5) | 5                                          | Slick Rick                                 | The Great Adventures of Slick Rick         | –                         |
| 29. Juli 1989 – 25. August 1989 4 Wochen (insgesamt 4) | 4                                          | LL Cool J                                  | Walking with a Panther                     | –                         |
| 26. August 1989 – 1. September 1989 1 Woche (insgesamt 1) | 1                                          | Heavy D & the Boyz                         | Big Tyme                                   | –                         |
| 2. September 1989 – 8. September 1989 1 Woche (insgesamt 1) | 1                                          | Soul II Soul                               | Keep On Movin'                             | –                         |
| 29. September 1989 – 15. September 1989 50 Wochen (insgesamt 2) | 2                                          | Heavy D & the Boyz                         | Big Tyme                                   | –                         |
| 16. September 1989 – 29. September 1989 2 Wochen (insgesamt 2) | 2                                          | EPMD                                       | Unfinished Business                        | –                         |
| 30. September 1989 – 13. Oktober 1989 2 Wochen (insgesamt 2) | 2                                          | The D.O.C.                                 | No One Can Do It Better                    | –                         |
| 14. Oktober 1989 – 10. November 1989 4 Wochen (insgesamt 4) | 4                                          | Babyface                                   | Tender Lover                               | –                         |
| 11. November 1989 – 17. November 1989 1 Woche (insgesamt 1) | 1                                          | Maze feat. Frankie Beverly                 | Silky Soul                                 | –                         |
| 18. November 1989 – 1. Dezember 1989 2 Wochen (insgesamt 1) | 1                                          | Janet Jackson                              | Rhythm Nation 1814                         | –                         |
| 2. Dezember 1989 – 8. Dezember 1989 1 Woche (insgesamt 1) | 1                                          | Regina Belle                               | Stay with Me                               | –                         |
| 9. Dezember 1989 – 15. Dezember 1989 1 Woche (insgesamt 1) | 1                                          | Janet Jackson                              | Rhythm Nation 1814                         | –                         |
| 16. Dezember 1989 – 29. Dezember 1989 2 Wochen (insgesamt 6) | 6                                          | Babyface                                   | Tender Lover                               | –                         |